# 1723
1723 (MDCCXXIII) fue un año común comenzado en viernes según el calendario gregoriano.

## Acontecimientos
- La designación de los lagman (o hablantes de derecho) en Suecia se hace pública.
- Se suspende hasta 1739 el Virreinato de Nueva Granada por razones económicas.
- 11 de febrero: En Cuba se realiza el primer impreso del país, la Tarifa general de precios de medicina.
- En noviembre de 1723 unos 300 soldados de infantería de la Armada Portuguesa, procedentes de Río de Janeiro, desembarcaron en la bahía al pie del cerro de Montevideo. Bruno Mauricio de Zabala gobernador y capitán general del Río de la Plata, partió con una flotilla desde Buenos Aires y desalojó a los portugueses. Zabala decidió proseguir con la fortificación de Montevideo y dejó una guarnición de diez cañones, doce soldados españoles y mil indios para defender la plaza. Este fue el comienzo del proceso fundacional de la ciudad española (Felipe V de España) de Montevideo.[1]

## Nacimientos
- 23 de abril: Hannah Snell, militar inglesa (f. 1792)
- 31 de marzo: Federico V, rey de Dinamarca (1746-1776).
- 5 de junio: Adam Smith, economista británico (f. 1790)
- 8 de diciembre: Paul Henri Dietrich, filósofo francés de origen alemán (f. 1789)

## Fallecimientos
- 25 de febrero: Christopher Wren, científico y arquitecto inglés (n. 1632)
- 17 de abril: Tomás Vicente Tosca, matemático valenciano.
- 26 de agosto: Anton van Leeuwenhoek, científico neerlandés (n. 1632)